# روس شالدرز
اللواء البحري راسل إدوارد شالدرز (بالإنجليزية: Russell Edward Shalders)‏ (ولد في 28 سبتمبر 1951 في أرارات، أستراليا) لواء بحري متقاعد من البحرية الملكية الأسترالية. شغل منصب نائب رئيس القوات الدفاع الملكية الأسترالية من 2002 إلى 2005 ورئيسا للبحرية من 2005 إلى 2008.

## النشأة
ولد شالدرز في أرارات في ولاية فيكتوريا في 28 سبتمبر 1951 لكينيث جورج شالدرز وهو ملازم سابق في الجيش الذي خدم مع الكتيبة الثانية / الثانية عشرة في الحرب العالمية الثانية وموريل جان شالدرز.

## المسيرة العسكرية البحرية

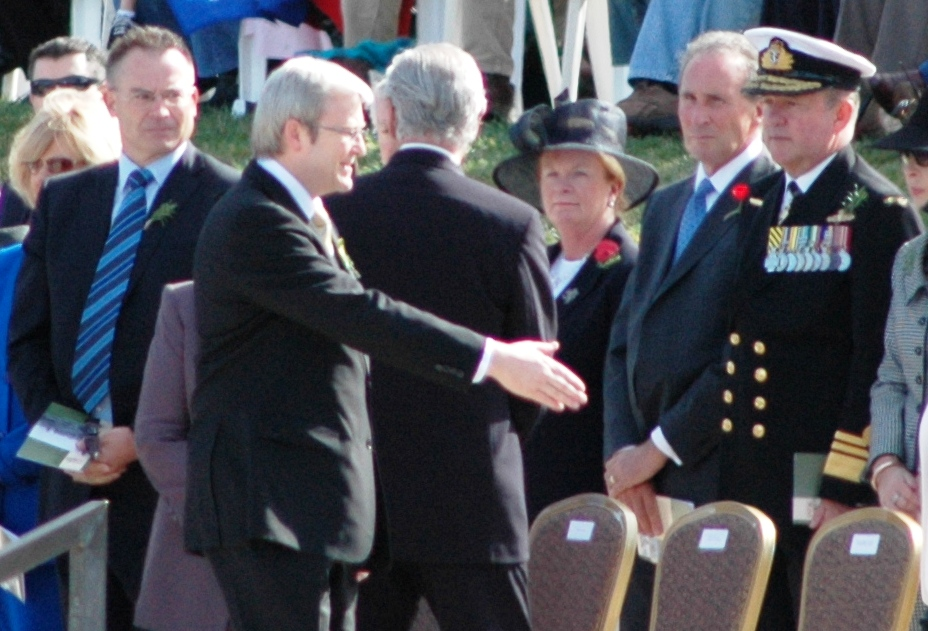
روس شالدرز رئيس البحرية في استقبال رئيس وزراء أستراليا كيفن رود في عام 2008 في خدمة عيد أنزاك الوطني، نصب حربق أستراليا التذكاري، كانبرا.

دخل شالدرز كلية البحرية الملكية الأسترالية في خليج جيرفيس كمتدرب عندما كان يبلغ من العمر ستة عشر عاما في عام 1967. بعد التدريب البحري قام بدورات العمليات والأسلحة في المملكة المتحدة. لدى عودته إلى أستراليا تم تعيينه كموظف تنفيذي لركاب الدورية أردنت ثم انضم إلى السفينة فنديتا قبل أن يتولى قيادة دورية قوة بابوا غينيا الجديدة ساماراي.
ثم عمل كمدير قسم في كلية البحرية الملكية الأسترالية في عام 1976 ثم في السفينة بيرث قبل التدريب الرئيسي كضابط حرب في المملكة المتحدة في عام 1978. عاد كضابط عمليات ومكافحة الغواصات على متن السفينة فينديتا ثم كان ضابط مكتب الضباط في كانبرا.
بعد الترقية إلى قائد ملازم في عام 1981 أكمل دورة الأركان البحرية للموظفين الدوليين في كلية الحرب البحرية في نيوبورت بولاية رود آيلاند بالولايات المتحدة ثم قام بالتدرب كضابط حرب متقدم في المملكة المتحدة والتخصص في الحرب المضادة للغواصات. التحق بالسفينة هوبارت في منصب ضابط العمليات في عام 1982 لكنه أكمل هذا المنصب كموظف تنفيذي.
في رتبة قائد خدم في كلية البحرية الملكية الأسترالية للموظفين كعضو في إدارة التوجيه من منتصف عام 1984. بعدها قضى عامين في سفارة أستراليا في واشنطن العاصمة من 1986 إلى 1987. تولى قيادة السفينة سيدني ثم تم تعيينه كقائد التدريب البحري.
بعد الترقية إلى نقيب بحري تم نشره في مهلة قصيرة لقيادة السفينة داروين خلال حرب الخليج الثانية وحصل على صليب الخدمة الواضحة تقديرا لهذه الفترة في القيادة. في عام 1991 أصبح مدير الحرب البحرية وبعد ذلك المدير العام للسياسة البحرية والحرب. كان شالدرز قاد السفينة بيرث من 1993 إلى 1994 ودرس في الكلية الملكية للدراسات الدفاعية في لندن عام 1995.
بعد ترقيته إلى عميد بحري تم تعيينه كمدير عام خطط الممارسة المشتركة ومن ثم المدير العام لسياسة العمليات والعقيدة والمدير العام لمعلومات المفاهيم الإستراتيجية. عاد إلى الأسطول ليصبح رئيس أسطول في يناير 1998 وهو مسؤول عن الكفاءة التشغيلية لجميع وحدات الأساطيل.
فيما يتعلق بالترقية إلى الأدميرال الخلفي في يوليو 1999 فقد أعير إلى دائرة الجمارك الأسترالية كمدير عام لخفر السواحل. عين رئيسا للوزارة التنفيذية لشؤون الدفاع في عام 2001.
تم ترقيته إلى لواء بحري وعين نائبا لرئيس قوة الدفاع في يوليو 2002. عين ضابطا في نقابة أستراليا في قائمة الأعياد في أستراليا لعام 2003.
في 23 مايو 2005 أعلن وزير الدفاع أن شالدرز سيخلف اللواء البحري كريس ريتشي رئيسا للبحرية اعتبارا من يوليو 2005 لمدة ثلاث سنوات. تقاعد من هذا المنصب والبحرية في 4 يوليو 2008.

## الحياة الشخصية
في وقت فراغه يستمتع شالدرز بالجولف والركض والبستنة.
شقيق شالدرز العميد البحري ريتشارد شالدرز قائد المجموعة البحرية الأسترالية حتى تقاعده في يوليو 2008.